# Ortizacalia austin-smithii
 Ortizacalia austin-smithii   (Standl.) Pruski, 2012  è una specie di pianta angiosperma dicotiledone della famiglia delle Asteraceae (sottofamiglia Asteroideae).  Ortizacalia austin-smithii  è anche l'unica specie del genere  Ortizacalia  Pruski, 2012 .

## Etimologia
Il nome del genere (Ortizacalia) è stato dato in onore della signorina Rosa del Carmen Ortiz e per richiamare l'attenzione di questo genere sulle relazioni con il genere affine Pentacalia.
Il nome scientifico della specie è stato definito dai botanici Paul Carpenter Standley (1884-1963) e John Francis Pruski (1955-) nella pubblicazione " Phytoneuron. Digital Publications in Plant Biology" ( Phytoneuron 2012-50: 6) del 2012. Il nome scientifico del genere è stato definito nella stessa pubblicazione.

## Descrizione
Habitus. Ortizacalia austin-smithii ha un habitus di tipo arbustivo da lianoso a rampicante tipo vite. Le superfici delle piante possono essere glabre che pubescenti per tricomi semplici.
Radici. Le radici in genere sono secondarie da rizoma e possono essere fibrose. I rizomi sono striscianti o legnosi.
Fusto. La parte aerea è eretta o strisciante o lianosa; semplice o ramosa.
Foglie. Le foglie cauline, disposte in modo alternato, sono picciolate. La forma della lamina è intera da oblanceolata a oblunga. I margini sono interi. La consistenza della foglia spesso è subcarnosa. La superficie è glabra e le venature sono pennate.
Infiorescenza. Le sinflorescenze sono composte da più capolini organizzati in formazioni corimbose-panicolate. Le infiorescenze vere e proprie sono formate da un capolino terminale peduncolato di tipo brevemente radiato. Alla base dell'involucro (la struttura principale del capolino) può essere presente (ma non sempre) un calice formato da brattee fogliacee. I capolini sono formati da un involucro, con forme cilindriche, composto da diverse brattee, al cui interno un ricettacolo fa da base ai fiori di due tipi: quelli esterni del raggio e quelli più interni del disco. Le brattee (8) sono disposte in modo embricato di solito su una sola serie e sono libere. Il ricettacolo è nudo (senza pagliette a protezione della base dei fiori); la forma è piatto e a volte è alveolato.
Fiori. I fiori (fiori del raggio: 2 - 5; fiori del disco: 10 - 16) sono tetra-ciclici (formati cioè da 4 verticilli: calice – corolla – androceo – gineceo) e pentameri (calice e corolla formati da 5 elementi). Sono inoltre ermafroditi, più precisamente i fiori del raggio (quelli ligulati e zigomorfi) sono femminili; mentre quelli del disco centrale (tubulosi e actinomorfi) sono bisessuali.
- Formula fiorale:

*/x K {\displaystyle \infty }, [C (5), A (5)], G 2 (infero), achenio
- Calice: i sepali del calice sono ridotti ad una coroncina di squame.
- Corolla: nella parte inferiore i petali della corolla sono saldati insieme e formano un tubo. In particolare le corolle dei fiori del disco centrale (tubulosi) terminano con delle fauci dilatate a raggiera con cinque lobi. I lobi possono avere una forma da deltoide a triangolare-ovata. Nella corolla dei fiori periferici (ligulati) il tubo si trasforma in un prolungamento da nastriforme o ligulato a filiforme o allargato, terminante più o meno con cinque dentelli. Il colore delle corolle è giallo (fiori del disco) e arancio (fiori del raggio).
- Androceo: gli stami sono 5 con dei filamenti liberi. La parte basale del collare dei filamenti può essere dilatata. Le antere invece sono saldate fra di loro e formano un manicotto che circonda lo stilo. Le antere sono provviste di coda; a volte sono presenti delle appendici apicali che possono avere varie forme (principalmente lanceolate). La struttura delle antere è di tipo tetrasporangiato, raramente sono bisporangiate. Il tessuto endoteciale è radiale o polarizzato. Il polline è tricolporato (tipo "helianthoid").[11]
- Gineceo: lo stilo è biforcato con due stigmi nella parte apicale. Gli stigmi sono ottusi o arrotondati; possono avere un ciuffo di peli radicali o in posizione centrale; possono inoltre essere ricoperti da minute papille; altre volte i peli sono di tipo penicillato. Le superfici stigmatiche sono separate in 2 bande. L'ovario è infero uniloculare formato da 2 carpelli.

Frutti. I frutti sono degli acheni con pappo. La forma degli acheni è subcilindrica; la superficie è percorsa da 5 coste longitudinali (a sezione trasversale subprismatica) e può essere glabra. Possono essere presenti delle ali o degli ispessimenti marginali. Il carpoforo è distinguibile. Il colore del frutto può essere nero o bruno. In alcuni casi gli acheni sono dimorfici. Il pappo è formato da numerose setole snelle barbate e bianche.

## Biologia
Impollinazione: l'impollinazione avviene tramite insetti (impollinazione entomogama tramite farfalle diurne e notturne).
Riproduzione: la fecondazione avviene fondamentalmente tramite l'impollinazione dei fiori (vedi sopra).
Dispersione: i semi (gli acheni) cadendo a terra sono successivamente dispersi soprattutto da insetti tipo formiche (disseminazione mirmecoria). In questo tipo di piante avviene anche un altro tipo di dispersione: zoocoria. Infatti gli uncini delle brattee dell'involucro (se presenti) si agganciano ai peli degli animali di passaggio disperdendo così anche su lunghe distanze i semi della pianta. Inoltre per merito del pappo il vento può trasportare i semi anche a distanza di alcuni chilometri (disseminazione anemocora).

## Distribuzione e habitat
La specie di questa voce è distribuita in Costa Rica.

## Tassonomia
La famiglia di appartenenza di questa voce (Asteraceae o Compositae, nomen conservandum) probabilmente originaria del Sud America, è la più numerosa del mondo vegetale, comprende oltre 23.000 specie distribuite su 1.535 generi, oppure 22.750 specie e 1.530 generi secondo altre fonti (una delle checklist più aggiornata elenca fino a 1.679 generi). La famiglia attualmente (2021) è divisa in 16 sottofamiglie; la sottofamiglia Asteroideae è una di queste e rappresenta l'evoluzione più recente di tutta la famiglia.

### Filogenesi
Il genere di questa voce appartiene alla sottotribù Senecioninae della tribù Senecioneae (una delle 21 tribù della sottofamiglia Asteroideae). In base ai dati filogenetici la sottotribù, all'interno della tribù, occupa il "core" della tribù e insieme alla sottotribù Othonninae forma un "gruppo fratello".
I seguenti caratteri sono indicativi per la sottotribù:
- il portamento è molto vario (erbe, arbusti, liane, epifite, alberelli o alberi);
- le foglie sono sia basali che cauline disposte in modo alternato;
- sono presenti capolini sia radiati, disciformi o discoidi;
- le antere sono tetrasporangiate, raramente bisporangiate.

La struttura della sottotribù è molto complessa e articolata (è la più numerosa della tribù con oltre 1.200 specie distribuite su un centinaio di generi) e al suo interno sono raccolti molti sottogruppi caratteristici le cui analisi sono ancora da completare. Il genere della specie di questa voce è collegato ai seguenti generi: Dresslerothamnus e Pentacalia tutti caratterizzati da un portamento lianoso o tipo vite. A questo gruppo potrebbero essere vicini anche i generi Monticalia e Scrobicaria.
I caratteri distintivi per la specie  Ortizacalia austin-smithii  sono:
- il portamento di queste specie è lianoso o tipo vite;
- i rami dello stilo sono papillosi;
- le bande stigmatiche sono separate;
- l'indumento è fatto di tricomi semplici;
- le foglie hanno una consistenza carnose, con venature da arcuate pennate.